# نابوليون بوراسا
نابوليون بوراسا هو رسام وكاتب ومهندس معماري كندي، ولد في 21 أكتوبر 1827 في L'Acadie, Quebec ‏ في كندا، وتوفي في 27 أغسطس 1916 في مونتريال في كندا.